# Kostolište
Kostolište é um município da Eslováquia, situado no distrito de Malacky, na região de Bratislava. Tem 16,83 km² de área e sua população em 2019 foi estimada em 1649 habitantes.

## Demografia
| Ano:        | 1994 | 2004    | 2014    | 2024    |
| ----------- | ---- | ------- | ------- | ------- |
| Broj ljudi: | 853  | 1034    | 1340    | 2344    |
| Razlika:    |      | +21,21% | +29,59% | +74,92% |

| Ano:               | 2023 | 2024   |
| ------------------ | ---- | ------ |
| Número de pessoas: | 2259 | 2344   |
| Diferença:         |      | +3,76% |